# Автоэлектронная эмиссия
Автоэлектро́нная эми́ссия (полева́я эми́ссия, тунне́льная эми́ссия) — испускание электронов проводящими твёрдыми и жидкими телами под действием внешнего электрического поля без предварительного возбуждения этих электронов, то есть без дополнительных затрат энергии, что свойственно другим видам электронной эмиссии. 
Суть явления состоит в туннелировании электронов через потенциальный барьер вблизи поверхности тела. Явление становится возможным за счёт искривления потенциального барьера при изменении напряжённости внешнего поля. При этом появляется область пространства вне тела, в которой электрон может существовать с той же энергией, которой он обладает, находясь в теле. Таким образом, автоэлектронная эмиссия обусловлена волновыми свойствами электронов.
Впервые такое объяснение автоэмиссии было предложено в 1928 г. Фаулером и Нордгеймом. Ими была получена формула, описывающая взаимосвязь плотности автоэлектронного тока {\displaystyle j} с напряжённостью по́ля {\displaystyle E}. 

## Практическое применение
- Автоэмиссионная (полевая) микроскопия и связанные с ней области
- Автоэлектронная (полевая) спектроскопия (анализ энергии электронов)
- Автоэлектронные (полевые) эмиттеры для электронной пушки
- Эмиттеры с атомарным остриём

## Формула Фаулера-Нордгейма
Автоэлектронная эмиссия количественно описывается формулой Фаулера-Нордгейма. Она учитывает конечную вероятность прохождения электрона из среды через ставший при приложении поля проницаемым потенциальный барьер на границе материала (без поля здесь создаётся непроницаемая потенциальная ступенька).
В неплохом приближении треугольного барьера формула имеет вид
{\displaystyle {\displaystyle j=1.55\cdot 10^{-6}{\frac {E^{2}}{\varphi }}\exp {\frac {-6.85\cdot 10^{7}\varphi ^{3/2}}{E}}}},
где {\displaystyle j} — плотность тока [в А/см2], {\displaystyle E} — напряжённость электрического поля [в В/см], {\displaystyle \varphi } — работа выхода электрона из металла [в эВ]. Для учёта отклонения формы барьера от треугольной вводятся незначительно отличающиеся от единицы поправочные функции под экспоненту и в предэкспоненциальный множитель.

## Сопутствующие эффекты
Формула Фаулера — Нордгейма справедлива при токах автоэлектронной эмиссии {\displaystyle j\leq 10^{8}} А/см2. При более высоких плотностях функция {\displaystyle j(E)} почти не зависит от работы выхода металла. Причина этого — появление объёмного заряда вблизи эмиттера. Ток автоэлектронной эмиссии в этом случае определяется законом степени трёх вторых.
Во время автоэлектронной эмиссии катод разогревается из-за разницы между средней энергией электронов, подходящих к поверхности катода, и средней энергией электронов, уходящих сквозь потенциальный барьер. Данное явление называют эффектом Ноттингема.